# Louis Martin a Marie-Azélie Guérin Martin
Louis Martin, celým jménem Louis Joseph Aloys Stanislas Martin (22. srpna 1823, Bordeaux – 29. července 1894, Arnières-sur-Iton) a Azélie-Marie Guérin Martin, přechýleně Azélie-Marie Guérinová (23. prosince 1831, Saint-Denis-sur-Sarthon – 28. srpna 1877, Alençon) byl francouzský římskokatolický manželský pár, který zplodil celkem devět dětí, mezi nimi sv. Terezii z Lisieux, která byla kanonizována v roce 1925.
V roce 2008 byli blahořečeni a o 7 let později kanonizováni papežem Františkem v Římě roku 2015. Jejich památka je připomínána 12. července, v den jejich svatby.

## Životopisy

### Louis Martin
Narodil se 22. srpna roku 1823 ve francouzské obci Bordeaux jako třetí z pěti dětí. Mezi jeho rodiče patřili Pierre-François Martin (1777–1865) a Fanie Boureau (1800–1883). Po studiích se Louis vyučil hodinářem. Když mu bylo zhruba 22 let, zaujal ho život v klášteře a chtěl se stát mnichem, požádal tedy o vstup do kláštera svatého Bernarda Velikého. Jeho žádosti, ale klášter nevyhověl, neboť neovládal latinu. Poté strávil tři roky v Paříži. Odtud se následně se svými rodiči přestěhoval do obce Alençon, kteří si tam otevřeli obchod s hodinami a šperky.
Louis Martin vedl osm let pracovitý, klidný a meditativní život. Byl oddaným římským katolíkem, chodíval pravidelně na mše a účastnil se adorací Nejsvětější svátosti.

### Azélie-Marie Guérin
Narodila se dne 23. prosince 1831 v obci Saint-Denis-sur-Sarthon (department Orne), jako druhá ze tří dětí rodičů Isidora Guérina a Louise-Jeanne Macé. Její starší sestra se stala jeptiškou, mladší bratr byl lékárníkem. Chtěla se stát jeptiškou, ale nebyla přijata do řádu. Rozhodla se stát krajkářkou, vyráběla alenconské krajky a později si založila krajkářský podnik. Roku 1858 se zamilovala do hodináře Louise Martina a o tři měsíce později, dne 13. července 1858 se za něj v bazilice Notre-Dame v Alençonu provdala.

## Manželství a rodina
Celkem měli devět dětí, z nichž však přežilo do dospělosti pouze pět dcer:
1. Marie Louise (22. února 1860 – 19. ledna 1940), řeholním jménem Marie od Nejsvětějšího Srdce, karmelitka v Lisieux
2. Marie Pauline (7. září 1861 – 28. července 1951), řeholním jménem Agnès od Ježíše, karmelitka v Lisieux, převorka kláštera
3. Marie Léonie (3. června 1863 – 16. června 1941), řeholním jménem Françoise-Thérèse, vizitantka v Caen, služebnice Boží od roku 2015
4. Marie Hélène (3. října 1864 – 22. únor 1870)
5. Joseph Louis (20. září 1866 – 14. února 1867)
6. Joseph Jean-Baptiste (19. prosince 1867 – 24. srpna 1868)
7. Marie Céline (28. dubna 1869 – 25. února 1959), řeholním jménem Geneviève od Nejsvětější Tváře, karmelitka v Lisieux
8. Marie Mélanie-Thérèse (16. srpna 1870 – 8. října 1870)
9. Marie Françoise-Thérèse (2. ledna 1873 – 30. září 1897), řeholním jménem Terezie od Dítěte Ježíše a svaté Tváře, karmelitka v Lisieux, svatořečena roku 1925, učitelka církve[10][11]

Louis Martin měl rád přírodu. tuto vášeň po něm zdědila i sv. Terezie z Lisieux. Podnikal také poutě do Chartres, Lourd, Říma, Konstantinopole a na další poutní místa. Měl sen navštívit Svatou zemi, ale tento plán se mu nepodařilo uskutečnit.

## Smrt
Marie-Azélie Guérin Martin zemřela na rakovinu prsu dne 28. srpna 1877 v Alençonu ve věku 45 let. Pohřební mše byla sloužena v bazilice Notre-Dame v Alençonu, kde se před lety konala její svatba. Několik měsíců po její smrti prodal Louis Martin jejich krajkářský podnik a odstěhoval se do Lisieux, kde žil jeho švagr s rodinou.
Roku 1889 utrpěl Louis dvě mrtvice, následované arteriosklerózou a poté byl tři roky hospitalizován v Caen. Roku 1892 se vrátil do Lisieux, kde o něho pečovaly dvě dcery. Zemřel dne 29. července 1894 v Arnières-sur-Iton.

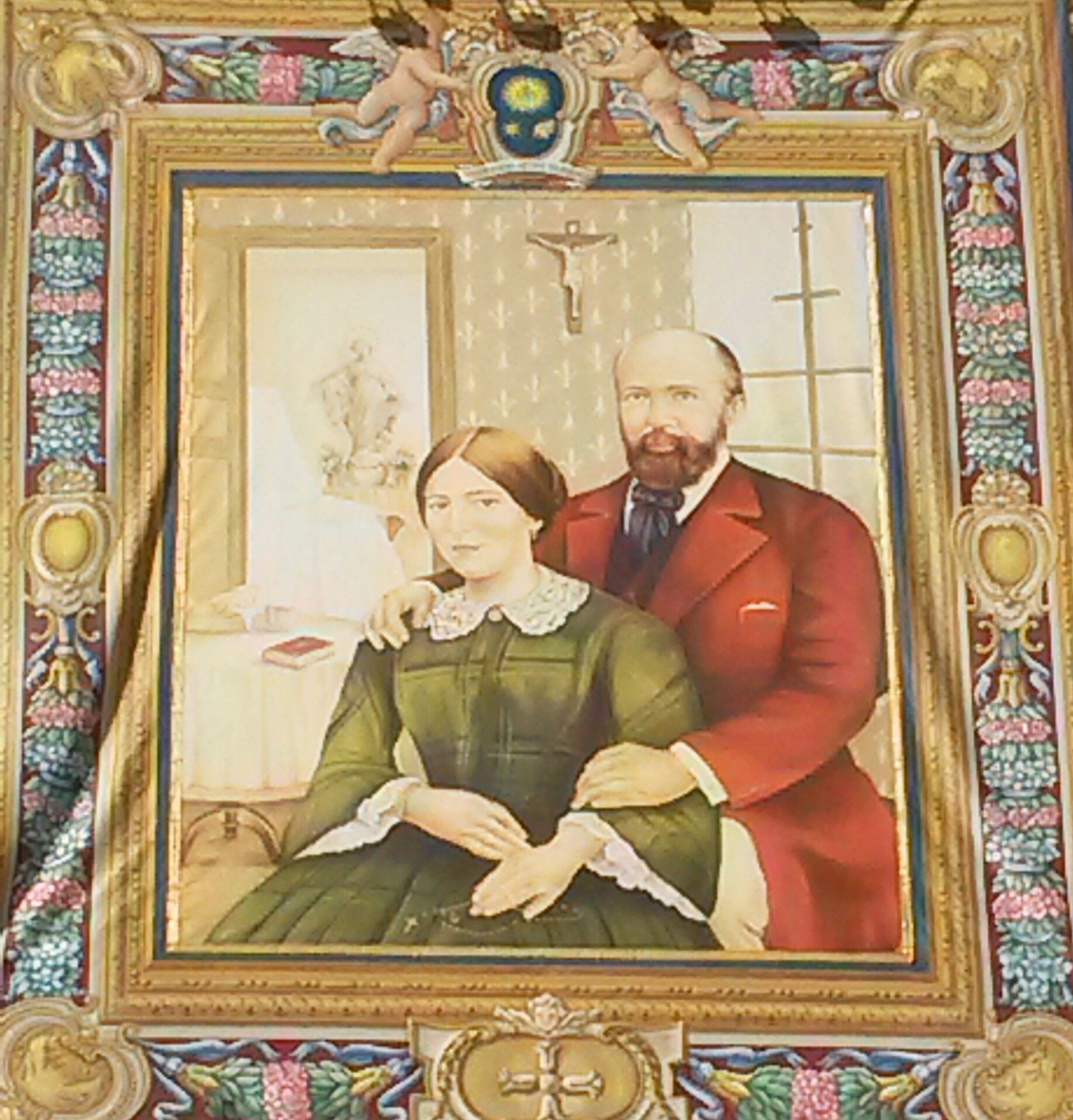
Jejich kanonizační portrét

## Úcta

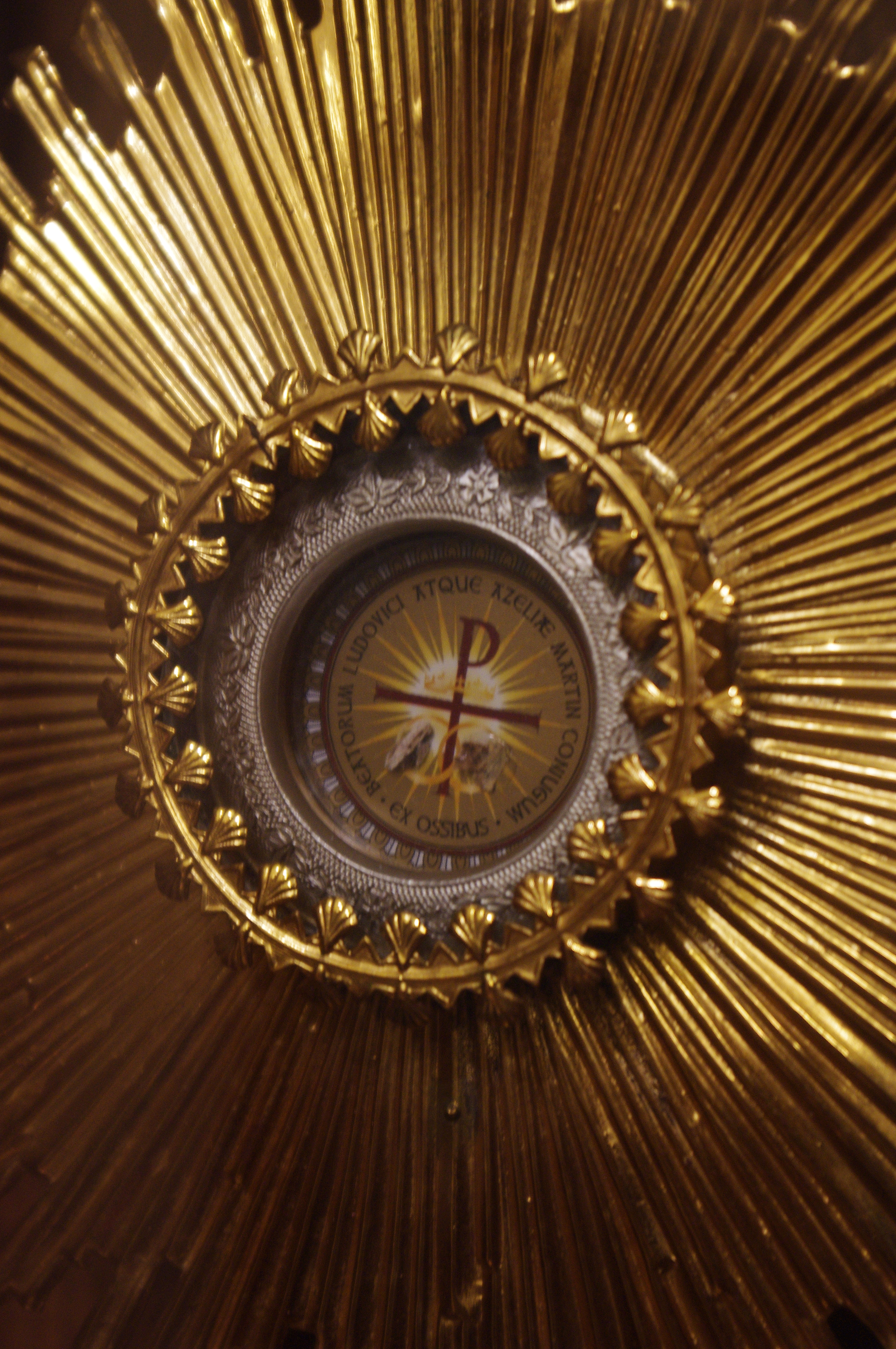
Jejich relikvie v Columbus

Dne 26. března 1994 je papež sv. Jan Pavel II. podepsáním dekretu o jejich hrdinských ctnostech prohlásil za ctihodné. Dne 3. července 2008 byl uznán první zázrak na jejich přímluvu, potřebný pro jejich blahořečení.

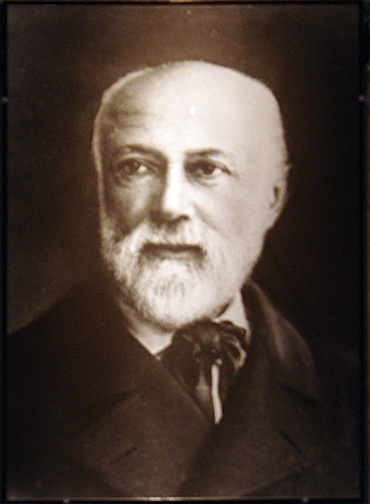
Fotografie Louise Martina

Blahořečení pak byli dne 19. října 2008 v bazilice sv. Terezie v Lisieux. Obřadu předsedal jménem papeže Benedikta XVI. kardinál José Saraiva Martins. Šlo o druhý společně blahořečený manželský pár v historii.
Dne 18. března 2015 byl uznán druhý zázrak na jejich přímluvu, potřebný pro jejich svatořečení. Svatořečení pak byli dne 18. října 2015 na Svatopetrském náměstí papežem Františkem.
Jejich památka je připomínána 12. července.